# Rádio Devín
Rádio Devín (Slovenský rozhlas 3) – trzecia rozgłośnia radiowa Slovenského rozhlasu. Ma ona charakter artystyczno-kulturalny. Głównym zadaniem tego radia jest rozwój tożsamości kulturowej słuchaczy oraz aktywnie przyczynia się do powstawania pamięci kulturowej Słowacji.

## Słuchalność
Rádio Devín ma słuchalność 0,4% według badań Market & Media & Lifestyle Median SK.

## Nadajniki
| Nadajniki Rádia Devín                      | Nadajniki Rádia Devín | Nadajniki Rádia Devín | Nadajniki Rádia Devín |
| Lokalizacja                                | Częstotliwość         | ERP                   | Uwagi                 |
| ------------------------------------------ | --------------------- | --------------------- | --------------------- |
| Námestovo - Magurka                        | 88,7 MHz              | 8 kW                  |                       |
| Bardejov - Stebnická Magura                | 88,8 MHz              | 10 kW                 |                       |
| Rožňava - Dievčenská skala                 | 90,0 MHz              | 1 kW                  |                       |
| Nowe Miasto nad Wagiem - Wielka Jaworzyna  | 90,8 MHz              | 10 kW                 |                       |
| Poprad - Kráľova hoľa                      | 94,2 MHz              | 30 kW                 | w planach             |
| Nové Zámky - Elektrosvit                   | 94,6 MHz              | 1 kW                  | 18:00-6:00            |
| Borský Mikuláš - Mária Magdaléna           | 95,6 MHz              | 1 kW                  |                       |
| Stará Ľubovňa - Kotník                     | 96,1 MHz              | 1 kW                  |                       |
| Košice - miasto, ul. Werferova             | 96,2 MHz              | 0,5 kW                |                       |
| Žilina - Krížava                           | 97,2 MHz              | 20 kW                 |                       |
| Raslavice - Hrabovec                       | 97,6 MHz              | 0,25 kW               | w planach             |
| Trenčín - Nad Oborou                       | 97,8 MHz              | 10 kW                 |                       |
| Trebišov - Bánovce nad Ondavou             | 99,7 MHz              | 10 kW                 |                       |
| Zvolen - Malá Stráž                        | 99,8 MHz              | 0,5 kW                |                       |
| Giraltovce - Kostolná hora - TVP           | 99,9 MHz              | 0,25 kW               | w planach             |
| Banská Bystrica - Laskomer                 | 102,0 MHz             | 1 kW                  |                       |
| Snina - Magurica                           | 102,2 MHz             | 10 kW                 |                       |
| Banská Štiavnica - Sitno                   | 102,6 MHz             | 20 kW                 |                       |
| Modrý Kameň - Španí Laz                    | 103,1 MHz             | 10 kW                 |                       |
| Bratislava - Kamzík                        | 104,4 MHz             | 5 kW                  |                       |
| Ružomberok - miasto, nábr. M. R. Štefánika | 104,6 MHz             | 0,2 kW                |                       |
| Štúrovo - Modrý vrch                       | 106,2 MHz             | 10 kW                 | 18:00-6:00            |
| Prešov - Pod Šibeňom                       | 106,7 MHz             | 0,5 kW                |                       |
| Trebišov - Bánovce nad Ondavou             | 106,7 MHz             | 10 kW                 | 18:00-6:00            |